# Aloe cremersii
Aloe cremersii é uma espécie de liliopsida do gênero Aloe, pertencente à família Asphodelaceae.